# Sci nautico ai Giochi mondiali 2022 - Jump maschile
La gara dello jump maschile di sci nautico ai Giochi mondiali 2022 si è svolta il 15 e il 16 luglio 2022 a Birmingham.

## Risultati

### Turno preliminare
| Rank | Atleta               | Nazione       | Risultato | Note |
| ---- | -------------------- | ------------- | --------- | ---- |
| 1    | Taylor Garcia        | Stati Uniti   | 62.7      | Q    |
| 2    | Danylo Filchenko     | Ucraina       | 61.4      | Q    |
| 3    | Emile Ritter         | Cile          | 60.8      | Q    |
| 4    | Tobías Giorgis       | Argentina     | 60.6      | Q    |
| 5    | Edoardo Marenzi      | Italia        | 57.5      | Q    |
| 6    | Claudio Köstenberger | Austria       | 56.9      |      |
| 7    | Jeong Ji-min         | Corea del Sud | 53.6      |      |
| 8    | Alvaro Noguera       | Spagna        | 51.9      |      |
| 9    | Luke Outram          | Regno Unito   | 47.6      |      |
|      | Martin Kolman        | Rep. Ceca     | DNS       |      |

### Finale
| Rank | Atleta           | Nazione     | Risultato |
| ---- | ---------------- | ----------- | --------- |
| 1    | Danylo Filchenko | Ucraina     | 64.9      |
| 2    | Taylor Garcia    | Stati Uniti | 63.9      |
| 3    | Tobías Giorgis   | Argentina   | 62.1      |
| 4    | Emile Ritter     | Cile        | 60.4      |
| 5    | Edoardo Marenzi  | Italia      | 59.9      |